# 舒邦儒
舒邦儒（？—1582年），字真卿，號魯源，江西饒州府餘干縣人，民籍，明朝政治人物。

## 生平
萬曆元年（1573年）癸酉科江西鄉試第八十六名舉人，二年（1574年）中式甲戌科會試第一百三十二名，三甲第一百一十二名進士。授徽州府推官，後署績溪縣知縣，不久實授。累官南京刑部郎中。舒邦儒任南京刑部郎中時，闔家染病而死，僅剩一孤兒，年僅一歲，無人敢過其門。行人江東之為其發喪，且收養其孤，撫育成人。

## 家族
曾祖舒昊，壽官；祖父舒琅，恩例冠帶；父舒蓮。母章氏；繼母李氏。